# 班卡普拉
班卡普拉（Bankapura），是印度卡纳塔克邦Haveri县的一个城镇。总人口20264（2001年）。

## 人口
该地2001年总人口20264人，其中男性10667人，女性9597人；0—6岁人口2916人，其中男1504人，女1412人；识字率59.29%，其中男性为64.90%，女性为53.06%。